# Ciëlo
Ciëlo (spanisch für: Himmel) war ein aus Peru stammendes spanisches Musik-Duo, das in den 1990er Jahren unter dem Namen Silvania in der Shoegazing-Szene bekannt wurde.

## Geschichte
Mario Mendoza und Jorge Luis „Cocó“ Revilla lernten sich in der Underground-Szene Limas kennen. Mendoza spielte in der Punk-Band Eutanasia. „Cocó“ spielte dort kurzzeitig in einer Post-Punk-Band.
Beide schlossen sich zusammen und gingen 1988 nach Spanien, von wo aus sie sich ab 1990 als Duo namens Silvania in der internationalen Shoegazing-Szene einen Namen machten. Die Debüt-EP Miel Nube Hiel Ep erschien 1992 bei Experience Records, Valencia. Die ersten beiden Silvania-Alben veröffentlichte das spanische Label Elefant Records, weitere wurden bei dessen Sublabel Stereophonic Elefant Dance Recordings produziert. In den 2000er Jahren erschienen weitere Silvania-Alben bei ausländischen Musiklabels.
Ab 2000 firmierte das Duo unter dem Namen Ciëlo und widmete sich verstärkt dem Synth- und Elektropop. Es entstanden zahlreiche weitere Tonträger des Duos. Unter beiden Namen war das Duo auf renommierten Festivals zu sehen und hatte mehrere Radio- und Fernsehauftritte, unter anderem auf MTV España.

## Click New Wave
2002 gründeten Mario Mendoza und „Cocó“ Revilla ihr eigenes Label Click New Wave.

## Mord an „Cocó“ Revilla und Verbleib von Mario Mendoza
Der 1968 in Arequipa geborene Jorge Luis Revilla hatte an der Universidad Nacional Mayor de San Marcos Kunstgeschichte studiert. Er war auch als „DJ Cocó Cielö“ bekannt, wurde in seiner Madrider Wohnung Opfer eines Gewaltverbrechens und starb durch den Blutverlust am frühen Morgen des 28. September 2008 im Alter von 40 Jahren. Ihm wurde ein exzessiver Lebenswandel nachgesagt.
Der im Limaer Stadtbezirk Barranco geborene Mario Mendoza kehrte 2010 in seine Heimatstadt zurück und trat dort erstmals 2010 unter dem Namen „Mario Silvania (Ciëlo)“ solo auf. 2011 führte er dort auch Regie beim ersten Musikvideo Safari von Chico Unicornio. Er lebt bis heute in Lima.

## Diskografie
Lieder von Silvania sowie von Ciëlo sind auch als Beiträge auf 30 Musiksamplern erschienen, viele davon im Ausland produziert und publiziert.

### Silvania
Alben:
- 1993: En Cielo De Océano (Elefant Records )
- 1994: Paisaje III (Elefant Records )
- 1996: Delay Tambor (Stereophonic Elefant Dance Recordings )
- 1997: Juniperfin (Stereophonic Elefant Dance Recordings )
- 1998: Naves Sin Puertos (Stereophonic Elefant Dance Recordings )
- 2003: Aquí Viene El Océano (Indice Virgen )
- 2003: Solineide Says (Alison Records )
- 2007: Campo De Espirales Arboles Secuencias Posibles (AT-AT Records )

EPs:
- 1992: Miel Nube Hiel Ep (Experience Records )

Singles:
- 1995: Avalovara (Elefant Records )
- 1996: Galax Trax (Maxi-Single; Stereophonic Elefant Dance Recordings )
- 1996: Aero (Stereophonic Elefant Dance Recordings )
- 1997: Suprematriz (Maxi-Single; Stereophonic Elefant Dance Recordings )

### Ciëlo
Alben:
- 2002: Un Amor Mató Al Futuro (Click New Wave  / Autoreverse  / 2003: Nimboestatic )
- 2007: Paraíso Vacío (Dress for Excess  / Indice Virgen )
- 2007: Radio Subterránea (Static Discos )
- 2013: No Futuro (Fabrika Records )

EPs:
- 2001: Vamos A Caminar (Elefant Records )

Singles:
- 2001: 2001 – 16 Años (Patricia) (Elefant Records )

### Girls On Film
Unter dem Bandnamen Girls On Film veröffentlichten Mario Mendoza und „Cocó“ Revilla mit der Künstlerin Ana Laura Aláez als Sängerin auch ein Album namens #1 beim eigenen Label Click New Wave.